# Helgoland (dokumentarfilm fra 1915)
 For alternative betydninger, se Helgoland (flertydig). (Se også artikler, som begynder med Helgoland)
Helgoland er en dansk dokumentarisk optagelse fra 1915 optaget ved Helgoland Søbadeanstalt. Søbadet var åbnet i 1913 ved Svanemøllen i København.

## Handling
Stort svømmestævne på Helgoland Badeanstalt på Strandvejen. Udspring og konkurrencesvømning. Der er opvisning i bjærgning, synkronsvømning m.m. Rigtig mange deltager, og et stort publikum er mødt op. Der er stillet kurvestole op i badeanstaltens 'kongeloge' til Christian X og Dronning Alexandrine.

## Medvirkende
- Kong Christian X
- Dronning Alexandrine
- Arveprins Knud